# Hipotiroïdisme congènit
L'hipotiroïdisme congènit és la deficiència d'hormones tiroidals present al naixement.

## Descripció
Si no es tracta durant diversos mesos després del part, l'hipotiroïdisme congènit greu pot provocar un retard del creixement i una discapacitat intel·lectual permanent. Els nadons nascuts amb hipotiroïdisme congènit poden presentar efectes o presentar efectes lleus que sovint no es reconeixen com a problema. Una deficiència significativa pot causar un son excessiu, un interès reduït per l'entorn, un to muscular deficient, un plor baix o ronc, moviments intestinals poc freqüents, icterícia important i temperatura corporal baixa.
Entre les causes de l'hipotiroïdisme congènit hi ha una deficiència de iode i un defecte del desenvolupament a la glàndula tiroide, sigui per un defecte genètic o per causa desconeguda.
El tractament consisteix en una dosi diària d'hormona tiroide (tiroxina) per via oral. Com que el tractament és simple, eficaç i barat, la majoria del món desenvolupat utilitza el cribratge de nounats amb nivells d'hormona estimulant de la tiroide en sang (TSH) per detectar l'hipotiroïdisme congènit. La majoria dels nens amb hipotiroïdisme congènit tractats correctament amb tiroxina creixen i es desenvolupen normalment en tots els aspectes. Aproximadament 1 de cada 4000 nadons presenta una deficiència severa de la funció tiroidal; un nombre major presenta una deficiència lleu o moderada.